# Panegyrtes lactescens
Panegyrtes lactescens är en skalbaggsart som beskrevs av Thomson 1868. Panegyrtes lactescens ingår i släktet Panegyrtes och familjen långhorningar.
Artens utbredningsområde är Panama. Inga underarter finns listade i Catalogue of Life.